# 杨孝义
杨孝义（1959年—），辽宁抚顺人，汉族，中华人民共和国政治人物、第十二届全国人民代表大会黑龙江地区代表。
毕业于哈尔滨工业大学高级工商管理专业，加入中国共产党。2013年，被选为全国人大代表。